# Luca Muazzo
Luca Muazzo (o Mundazzo o Mudazzo) (Venezia?, ... – Pordenone, 1451) è stato un vescovo cattolico italiano.

## Biografia
Nasce probabilmente a Venezia, dalla nobile famiglia dei Muazzo. Entra a far parte dell'ordine dei frati minori francescani, incardinato nel convento di Santa Maria Gloriosa dei Frari a Venezia.
Con la traslazione del vescovo Andrea da Montecchio alla sede di Fossombrone, il 18 agosto 1434, papa Eugenio IV lo nomina vescovo di Caorle. A tal proposito, nella Biografia serafica di Fra' Sigismondo da Venezia si annota:
Non si conoscono dettagli sul suo lungo governo pastorale nella sede caprulana, se non che morì nel 1451 nel castello di Pordenone, dove, come riportato da diversi autori, sarebbe stato posto il suo sepolcro (sebbene Gusso e Gandolfo riportino essere conservato nella chiesa parrocchiale).